# Elliptische velden
Elliptische velden (Frans: Aires elliptiques) was een term afkomstig van de Franse maanwaarnemer en selenograaf Gabriel Delmotte (1876-1950). Omstreeks 1930 ontdekte Delmotte op enkele maanfoto's genomen met behulp van de refractortelescoop van het Lick-observatorium in de Verenigde Staten een hoeveelheid oppervlakteformaties die hij 'elliptische velden' noemde. Deze waren verspreid over het gehele maanoppervlak. Volgens Delmotte kwamen ze voornamelijk in Mare Nectaris, Mare Imbrium en Oceanus Procellarum voor.

## 'Oerschollen'
Delmotte geloofde dat deze 'elliptische velden' oorspronkelijk losgeraakt waren van hun omgeving, geheel of gedeeltelijk een verzakking hadden ondergaan, in het onderliggend magma opnieuw plastisch werden of mogelijk helemaal smolten. Daarbij kregen ze een enigszins andere tint, die ze thans tegen hun omgeving doet afsteken.

## Zichtbaarheid van de 'elliptische velden'
Volgens Delmotte zorgde de minste verandering van belichtingshoek (het door de zon beschenen maanoppervlak) of de expositietijd van de maanfoto's ervoor dat de elliptische velden ofwel aan het licht kwamen ofwel onzichtbaar werden.

## Het aantal ontdekte 'elliptische velden'
De Franse maanwaarnemer en selenograaf Maurice Darney (1882-1958) had de oorspronkelijke 98 van de door Gabriel Delmotte ontdekte elliptische velden aangevuld met 238 exemplaren.

## Zelf 'elliptische velden' opsporen
Het opsporen, onderzoeken, en catalogizeren van elliptische velden op de maan kan in de tegenwoordige tijd gemakkelijk worden uitgevoerd dankzij de online ACT-REACT QuickMap, samengesteld uit hogeresolutiefoto's afkomstig van de Lunar Reconnaissance Orbiter (LRO). De meeste van de bestaande elliptische velden zijn concentrisch gerangschikte mareruggen met diameters van een aantal kilometer tot verscheidene tientallen kilometers.